# Британска Девичанска Острва на Светском првенству у атлетици на отвореном 1983.
Британска Девичанска Острва су учествовла на 1. Светском првенству на отвореном 1983. одржаном у Хелсинкију, Финска, од 7. до 14. августа.
На првенству у Хелсинкију Британска Девичанска Острва представљало је двоје  атлеричара (1 мушкарац и 1 жена) који се такмичли у четири дисциплине(2.мушке и две женске).
.
Представници Британских Девичанских Острва нису освојили ниједну медаљу, а  Роуз Филипс Кинг  оборила је два лична рекорда.

## Учесници
| Мушкарци: - Дин Гринвеј — 200 и 400 м | Жене: - Роуз Филипс Кинг — 100, 200 м и Скок удаљ |  |

### Мушкарци
| Атлетичар   | Дисциплина | Лични рекорд | Квалификације | Квалификације | Четвртфиналее        | Четвртфиналее        | Полуфинале           | Полуфинале           | Финале               | Финале        | Детаљи |
| Атлетичар   | Дисциплина | Лични рекорд | Резултат      | Место         | Резултат             | Место                | Резултат             | Место                | Резултат             | Место         | Детаљи |
| ----------- | ---------- | ------------ | ------------- | ------------- | -------------------- | -------------------- | -------------------- | -------------------- | -------------------- | ------------- | ------ |
| Дин Гринвеј | 200 м      | 21.23        | 22.24 (−2,3)  | 4. у гр 5     | није се квалификовао | није се квалификовао | није се квалификовао | није се квалификовао | није се квалификовао | 38 / 50 (57)  |        |
| Дин Гринвеј | 400 м      | 46.04        | 48.26         | 6. у гр 3     | није се квалификовао | није се квалификовао | није се квалификовао | није се квалификовао | није се квалификовао | 38. / 47 (55) |        |

## Жене
| Атлетичарка      | Дисциплина | Лични рекорд | Квалификација   | Квалификација | Четвртфиналее         | Четвртфиналее         | Полуфинале            | Полуфинале            | Финале                | Финале        | Детаљи |
| Атлетичарка      | Дисциплина | Лични рекорд | Резултат        | Место         | Резултат              | Место                 | Резултат              | Место                 | Резултат              | Место         | Детаљи |
| ---------------- | ---------- | ------------ | --------------- | ------------- | --------------------- | --------------------- | --------------------- | --------------------- | --------------------- | ------------- | ------ |
| Роуз Филипс Кинг | 100 м      |              | 12.87 ЛР        | 7. у гр 1     | није се квалификовала | није се квалификовала | није се квалификовала | није се квалификовала | није се квалификовала | 40./ 65 (67)  |        |
| Роуз Филипс Кинг | 200 м      |              | 28.50 (+1.3) ЛР | 6. у гр 2     | није се квалификовала | није се квалификовала | није се квалификовала | није се квалификовала | није се квалификовала | 40. / 47 (49) |        |
| Роуз Филипс Кинг | скок удаљ  | 5.56         | 5.40(w+2,3)     | 11. у гр 2    | није се квалификовала | није се квалификовала | није се квалификовала | није се квалификовала | није се квалификовала | 22. / 25 (34) |        |